# Euphorbia petiolaris
La Baya de manzanillo o Euphorbia petiolaris Sims, con nombre común	"humalanta", es un arbusto perteneciente a la familia de las euforbiáceas. Es nativo de Bahamas, Puerto Rico, Jamaica, México en Yucatán y Venezuela.

## Condiciones ambientales

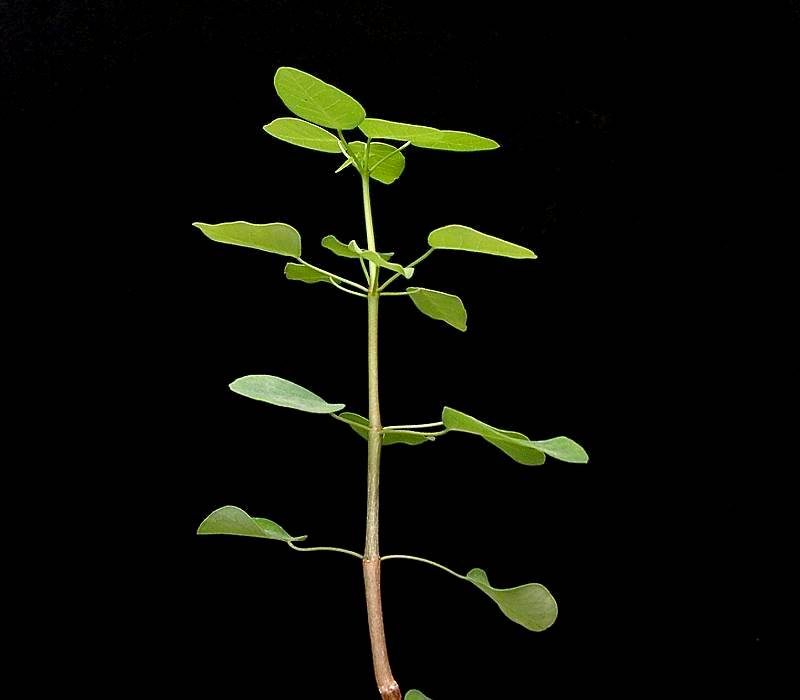

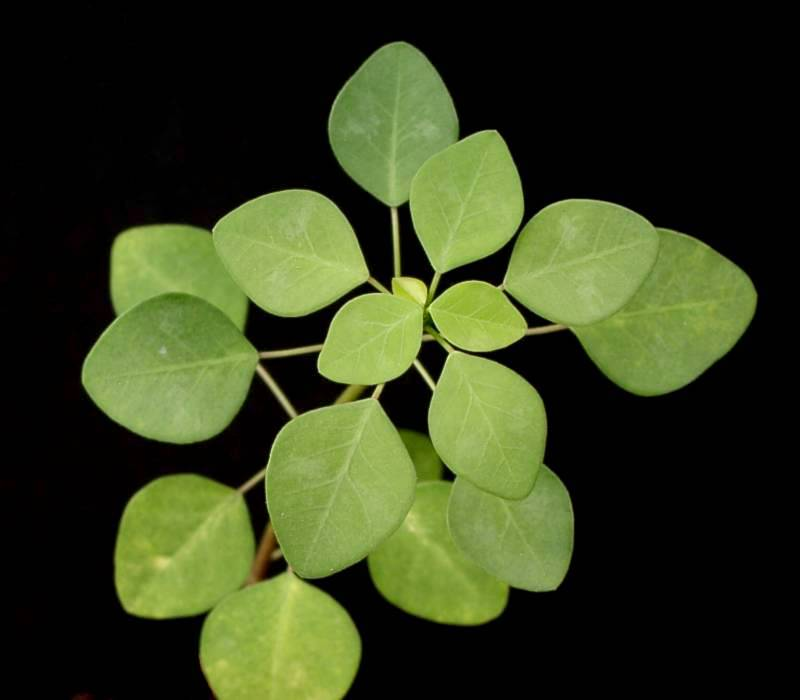

Temperatura, de 12 a 45 °C. Luz	alta; agua: alta. Suelos: franco arenoso, bien drenaos; pH: neutro 7,0 a 7,4. Requerimientos nutricionales: esta planta requiere pocos cuidados, pero necesita calor y buen drenaje. Tolera salinidad.	

## Características
Es un arbusto caducifolio que alcanza los 12 dm	de altura con crecimiento medio y de 5 a 12 dc de diámetro y  de 10 cm a 15 cm altura de fuste. Su sistema radicular es: Semiprofundo: Ø 1 a 1,5 m. Forma una planta redondeada; tallo erecto; hojas oblongas; flores tubulares; frutos con forma de nuez. El tallo es leñoso de color pardo; hojas gruesas y suculentas de color verde; flores finas amarillas; frutos de corteza áspera de color pardo.
La estación de floración es primavera e invierno

## Usos
Se utiliza como planta ornamental de jardín por su vistoso porte y floración.						

## Riesgos y problemas
La corteza marrón brillante se desprende en pliegues y posee un látex blanco irritante a la piel.

## Taxonomía
Euphorbia petiolaris fue descrita por John Sims y publicado en Botanical Magazine 23: pl. 883. 1805.
Etimología
Euphorbia: nombre genérico que deriva del médico griego del rey Juba II de Mauritania (52 a 50 a. C. - 23), Euphorbus, en su honor – o en alusión a su gran vientre –  ya que usaba médicamente Euphorbia resinifera. En 1753 Carlos Linneo asignó el nombre a todo el género.
petiolaris: epíteto latino que significa "con peciolos".
Sinonimia
- Tithymalus petiolaris (Sims) Haw. (1812).
- Alectoroctonum petiolare (Sims) Klotzsch & Garcke (1859).
- Aklema petiolaris (Sims) Millsp. ex Britton (1915).
- Euphorbia verticillata Poir. in J.B.A.M.de Lamarck (1812), nom. illeg.[4][5]